# Rodrigo Duterte
Rodrigo Roa Duterte, (znan tudi kot Digong in Rody) filipinski politik, * 28. marec 1945, Maasin, otok Leyte, Filipini
Duterte je filipinski politik in nekdanji predsednik Filipinov. Prav tako je prvi iz Mindanaa, ki opravlja to funkcijo. Je predsednik PDP-Laban, vladajoče politične stranke na Filipinih. Duterte je 30. junija 2016 prevzel funkcijo pri 71 letih, s čimer je postal najstarejša oseba, ki je prevzela filipinsko predsedstvo; rekord je pred tem imel 65 letni Sergio Osmeña. Napovedal je, da se bo preteku predsedniškega mandata upokojil.

## Študij in politični začetki
Duterte se je kot otrok preselil v Davao, kjer je bil njegov oče Vicente Duterte guverner dežele. Študiral je politične vede na Liceju filipinske univerze, kjer je diplomiral leta 1968, leta 1972 pa diplomiral iz prava na Pravni fakulteti San Beda. Nato je delal kot odvetnik in bil tožilec v mestu Davao, kasneje pa postal podžupan in nato župan mesta po revoluciji ljudske moči leta 1986. Duterte je bil na položaj izvoljen sedemkrat in tako več kot 22 let opravljal funkcijo župana Davaja.

## Predsedniški položaj
Dutertejeva predsedniška kampanja leta 2016 je privedla do njegove zmage na volitvah. Postal je 16. predsednik države. V času predsedovanja se je njegova notranja politika osredotočila na boj proti nezakoniti trgovini z mamili s sprožanjem sporne vojne proti drogam, boj proti kriminalu in korupciji, uvedbo obsežnega infrastrukturnega načrta in predlagan prehod na zvezni sistem vlade. Prav tako je nadzoroval kontroverzen pokop Ferdinanda Marcosa in usmeril vlado k zmagi v bitki pri Marawi leta 2017. Od leta 2020 vodi vladni odziv na pandemijo COVID-19. Izjavil je, da namerava voditi "neodvisno zunanjo politiko", ter okrepil odnose s Kitajsko in Rusijo. Avgusta 2021 je napovedal svojo kandidaturo za podpredsednika na volitvah leta 2022, a si nato premislil in napovedal svojo politično upokojitev.

## Podoba v javnosti
Njegovi politična pozicija je bila opisana kot populistična in nacionalistična. Dutertejevemu političnemu uspehu je pomagala njegova glasna podpora zunajsodnemu ubijanju uživalcev drog in drugih kriminalcev. Kljub ohranjanju visokih ocen lokalnega odobravanja je Dutertejeva politična kariera sprožila številne proteste in polemike, zlasti glede vprašanj človekovih pravic in Durtejevih spornih komentarjev. Različne skupine za človekove pravice so dokumentirale več kot 1400 umorov, ki naj bi jih med letoma 1998 in 2016 izvajale Čete smrti, ki so delovale v Davau; žrtve so bili predvsem domnevni uživalci drog, domnevni kriminalci in otroci z ulice. Poročilo filipinske komisije za človekove pravice iz leta 2009 je potrdilo "sistematično prakso izvensodnih pobojev" Čete smrti Davao. Urad varuha človekovih pravic je januarja 2016 zaključil preiskavo brez navedbe dokazov, vendar se je primer od takrat znova odprl in poročila večkrat obremenjujejo Duterteja, da je osebno ubil osumljence kaznivih dejanj v času svojega županovanja v mestu Davao.